# جون أرسيلا
جون أرسيلا هو ممثل فلبيني، ولد في 24 يونيو 1966 بكيزون في الفلبين.

## أعمال

### أفلام
- (2012) ميراث بورن[4][5]

## ترشيحات
- British Independent Film Award for Best Supporting Actor [الإنجليزية]‏ (2013)

## وصلات خارجية
- جون أرسيلا على موقع IMDb (الإنجليزية)
- جون أرسيلا على موقع ألو سيني (الفرنسية)
- جون أرسيلا على موقع أول موفي (الإنجليزية)
- جون أرسيلا على موقع قاعدة بيانات الفيلم (الإنجليزية)
- جون أرسيلا على موقع كينوبويسك (الروسية)